# Huppenkothen (Unternehmen)
Die Huppenkothen GmbH ist ein Anbieter von Klein- und Minibaumaschinen verschiedener Hersteller, darunter als Hauptprodukt Mini- und Kompaktbagger von Takeuchi.
Der Hauptsitz des Unternehmens befindet sich in Lauterach (Vorarlberg). Die zur i+R Gruppe gehörende Huppenkothen GmbH und ihre Tochterunternehmen beschäftigten im Geschäftsjahr 2018/19 europaweit 360 Mitarbeiter und erzielten einen Umsatz von rund 250 Mio. Euro.
Huppenkothen verkauft Baumaschinen, vermietet sie und bietet Reparaturdienstleistungen an. Derzeit befinden sich über 5000 Maschinen im Mietpark (Stand 2019). Als Generalimporteur des japanischen Herstellers Takeuchi verfügt Huppenkothen über eigene Standorte in Österreich, der Schweiz und Südtirol sowie ein umfangreiches Partner- und Händlernetz in Portugal, Spanien, Kroatien, Nordmazedonien, Bosnien und Herzegowina, Ungarn, Rumänien, Slowakei, Slowenien, Serbien und Tschechien (Stand Juli 2025).

## Geschichte
Im Jahr 1956 wurde die Firma Huppenkothen in Bregenz (Vorarlberg) gegründet. Im Jahr 1971 erfand Akio Takeuchi (Firma Takeuchi) den ersten um 360° drehbaren Minibagger „TKB1000“, der ab 1979 von Huppenkothen in Europa unter dem Namen Pel-Job vertrieben wurde. Seit 1985 werden die Takeuchi-Minibagger direkt importiert und es besteht eine enge Partnerschaft zwischen dem japanischen Hersteller und dem Baumaschinenhändler aus Vorarlberg. In den folgenden Jahren expandierte Huppenkothen in Österreich sowie nach Tschechien, Spanien und in die Schweiz, seit 2005 auch nach Kroatien, Ungarn, Rumänien und in die Slowakei. Im Jahr 2007 wurde die neue Firmenzentrale in Lauterach fertiggestellt. 2009 folgte die Eröffnung einer Filiale in Südtirol. Bis 2019 investierte das Unternehmen in weitere österreichische und Schweizer Standorte sowie in den Ausbau der Lauteracher Zentrale.
Im Jahr 2015 übernahm Huppenkothen die Martin GmbH in Braz, Vorarlberg, sowie eine 70-prozentige Teilhaberschaft an der BVB Baumaschinen GmbH in Lanzenkirchen, Niederösterreich. Ebenfalls 2015 gründete Huppenkothen die Tochtergesellschaft SUNCAR AG in Oberbüren, Schweiz, an der die Huppenkothen GmbH zu 50 % beteiligt ist. 2019 übernahm Huppenkothen die Lorenz Lift GmbH in Feldkirch, Vorarlberg.

## Unternehmensstruktur
Neben der Lauteracher Firmenzentrale betreibt Huppenkothen neun Filialen in Österreich, eine Niederlassung in Südtirol, eine Zentrale und sechs Filialen in der Schweiz (hier agiert die Tochter Huppenkothen Baumaschinen AG) sowie eine Filiale in Spanien. In Spanien, Andorra, Portugal, Slowenien, Tschechien, Ungarn, Kroatien, Serbien, Rumänien und der Slowakei arbeitet das Unternehmen mit lokalen Vertriebspartnern zusammen.
Zu den Unternehmen von Huppenkothen gehören darüber hinaus die österreichischen Tochtergesellschaften Martin GmbH (Braz), ein Hersteller von Baggeranbaugeräten, BVB Baumaschinen GmbH (Lanzenkirchen), ein Baumaschinenvermieter, und Lorenz Lift GmbH (Feldkirch), ein Vermieter von Arbeitsbühnen und Baumaschinen. Zu den weiteren Tochtergesellschaften zählen das Schweizer Start-up SUNCAR AG (Oberbüren), das elektrisch betriebene Baumaschinen und Nutzfahrzeuge entwickelt und die Digando GmbH, Anbieter der Online-Plattform für die Vermietung von Baumaschinen Digando.com (Dornbirn).